# پاپاله
پاپاله، روستایی از توابع بخش کرفتو شهرستان دیواندره در استان کردستان ایران است.این روستا را که در شمال شهرستان دیواندره و جنوب شهرستان تکاب و در شمال غرب شهرستان بیجار واقع شده‌است.

## جمعیت
این روستا در دهستان کانی شیرین قرار دارد و براساس سرشماری مرکز آمار ایران در سال ۱۳۸۵، جمعیت آن ۱٬۰۹۴ نفر (۲۲۰خانوار) بوده‌است. روستای پاپاله قبل از انقلاب دارای ۳۵۰ خانوار جمعیت بود و به‌دلیل مهاجرت جمعیت آن کاهش یافته‌است.
- فهرست روستاهای شهرستان دیواندره
- فهرست روستاهای ایران